# Анреп, Роман Карлович
Роман Карлович Анреп (нем. Heinrich Reinhold von Anrep; 2 (13) сентября 1760 — 13 (25) января 1807) — генерал-лейтенант русской императорской армии из остзейского рода Анрепов.

## Биография
Родился в Керстенгофе, согласно записи в церковной книге прихода Хельме — 2 сентября 1760, крещён 21 сентября того же года. Отец — Карл Густав фон Анреп (1720—1796), прусский капитан, лифляндский ландрат; владел Лауенгофом, Ассикасом, Адшером и Керстенгофом (все — в епархии Хельме, Феллинский уезд), а также Аррасом (в Руйиенской епархии, Вольмарский уезд).
Мать — вторая жена отца, баронесса Маргарита-Елизавета Игельстром.
В 1777—1781 годы учился в Пажеском корпусе; в 1780 году сопровождал Екатерину II в поездке в Могилёв (1780). Был выпущен из камер-пажей в гвардию с производством в поручики. С 1 января 1784 года — подполковник Псковского драгунского полка.
В 1778—1786 годы жил в Феллинском уезде, выезжая в места дислокации полка (Ростовский уезд Ярославской губернии, Муром). С весны 1789 года Псковский полк участвовал в войне со Швецией в составе авангарда генерала Ф. П. Денисова. В бою у деревни Кюро 29 мая 1789 года возглавил псковских драгун и атакой вынудил врага отступить в беспорядке; был награждён орденом Св. Георгия 4 класса. Полковник, командир Псковского драгунского полка; в 1795 году участвовал в походе против поляков в качестве командира Украинского легкоконного полка.
По смерти отца в 1796 году унаследовал Керстенгоф, Муррикац и Аррас; выйдя в отставку в звании бригадира, вернулся в Лифляндию для управления имениями; 29 апреля 1798 года был избран лифляндским ландратом. С января 1799 года владел также Виллустом в епархии Пайстель (за долги), с 1801 держал в залоге Пудеркюль; 13 июля 1800 года был избран попечителем девичьего монастыря и в 1800—1804 годах участвовал в переводе монастыря из Дерпта в Феллин.
С января 1803 года — член Комитета по освобождению крестьян Лифляндской губернии в Санкт-Петербурге (из четырёх кандидатов, предложенных лифляндским дворянством, Александр I назначил в состав комитета Р. К. Анрепа и ландрата Г. И. Будденброка).

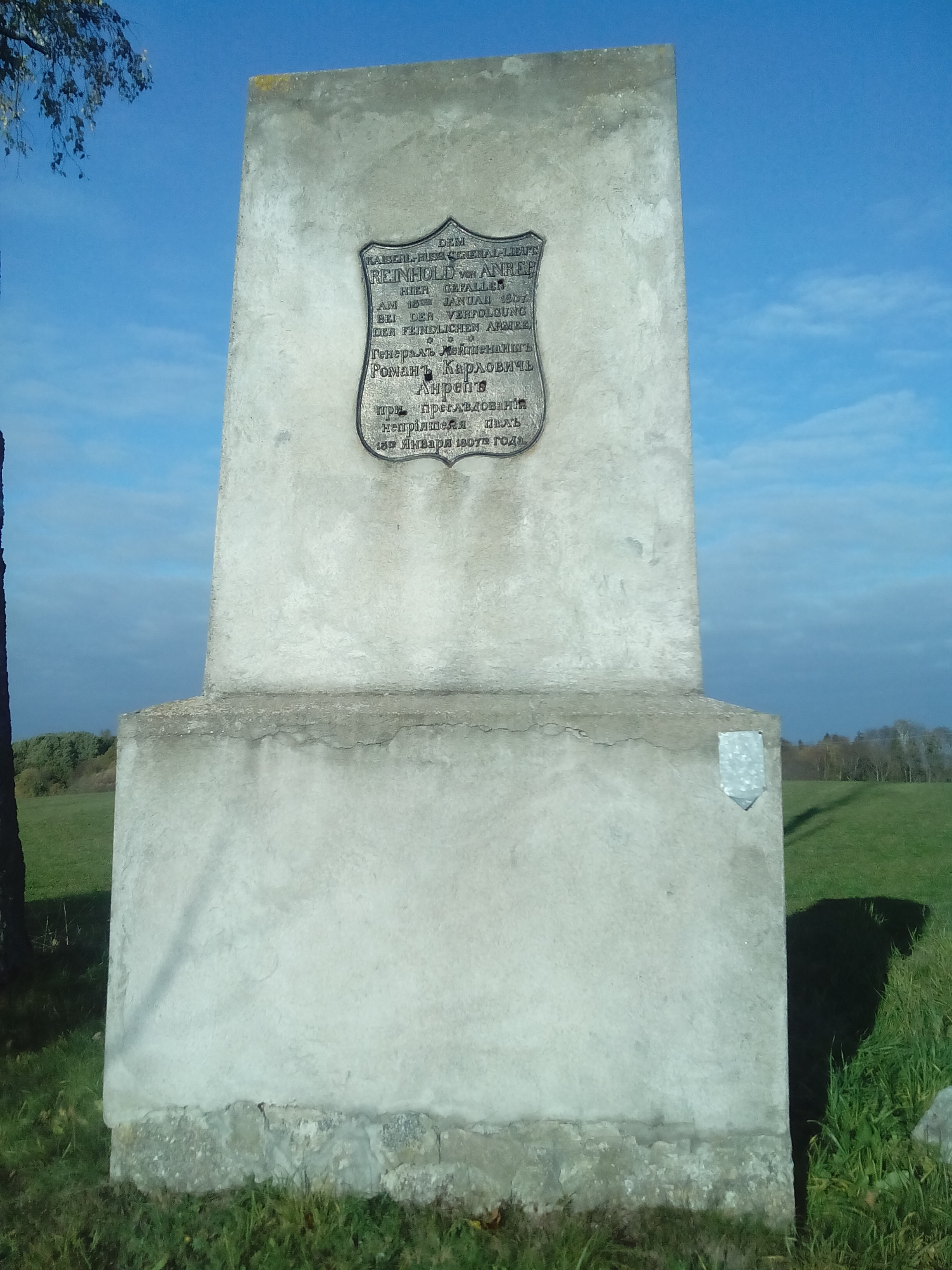
Обелиск на месте гибели Р. К. Анрепа

С началом Адриатической экспедиции в 1804 году в звании генерал-майора был направлен командовать русскими войсками на Ионических островах. Руководил действиями Кюринского и Витебского мушкетёрских полков, 13-й егерского и 6-го артиллерийского полков, а также корпуса под командой А. Х. Бенкендорфа. На нём лежали также вопросы взаимодействия с местной администрацией и обеспечение госпиталей медикаментами. Его ходатайство о предоставлении отпуска в связи с ухудшением состояния здоровья в феврале 1805 года не было удовлетворено и 8 ноября 1805 года во главе 12-тысячной группировки он прибыл в Неаполь под командование генерала Б. П. Ласси для совместных с неаполитанцами и англичанами действий против французов. Вследствие поражения под Аустерлицем (2.12.1805) боевые действия в Италии не открылись, и в 1806 году Р. К. Анреп был отозван в Петербург; предполагалось, что в сентябре того же года он вернётся на Ионические острова.
С возобновлением войны против Наполеона I Р. К. Анреп в звании генерал-лейтенанта был назначен командиром 14-й дивизии (шесть пехотных и три кавалерийских полка, четыре батареи), вошедшей в корпус генерала Ф. Ф. Буксгевдена, 12 ноября 1806 года дислоцированной между реками Нарев и Буг, при Попово.
В сражении при Морунгене, посланный 13 января 1807 года с конницею на помощь генералу Маркову, теснимому Бернадотом, был убит во время осмотра позиции. Похоронен на дороге между Хайльсбергом и Лаунау вместе с другими погибшими русскими генералами — С. А. Кожиным, Л. Л. Варнеком и А. К. Седморацким (по другим данным — предположительно похоронен на утраченном госпитальном кладбище Моронга, ныне на улице Домбровского).

## Награды
- орден Св. Геогрия 4-го класса (1790) — за сражение у Пирдалашмякского моста под Нейшлотом[4][6]
- орден Св. Геогрия 3-го класса (1794, вручен 1.1.1795[7]) — за сражение под Остроленкой[4][6]
- орден Св. Владимира 3-й степени
- орден Св. Владимира 2-й степени (20.02.1804)

## Память

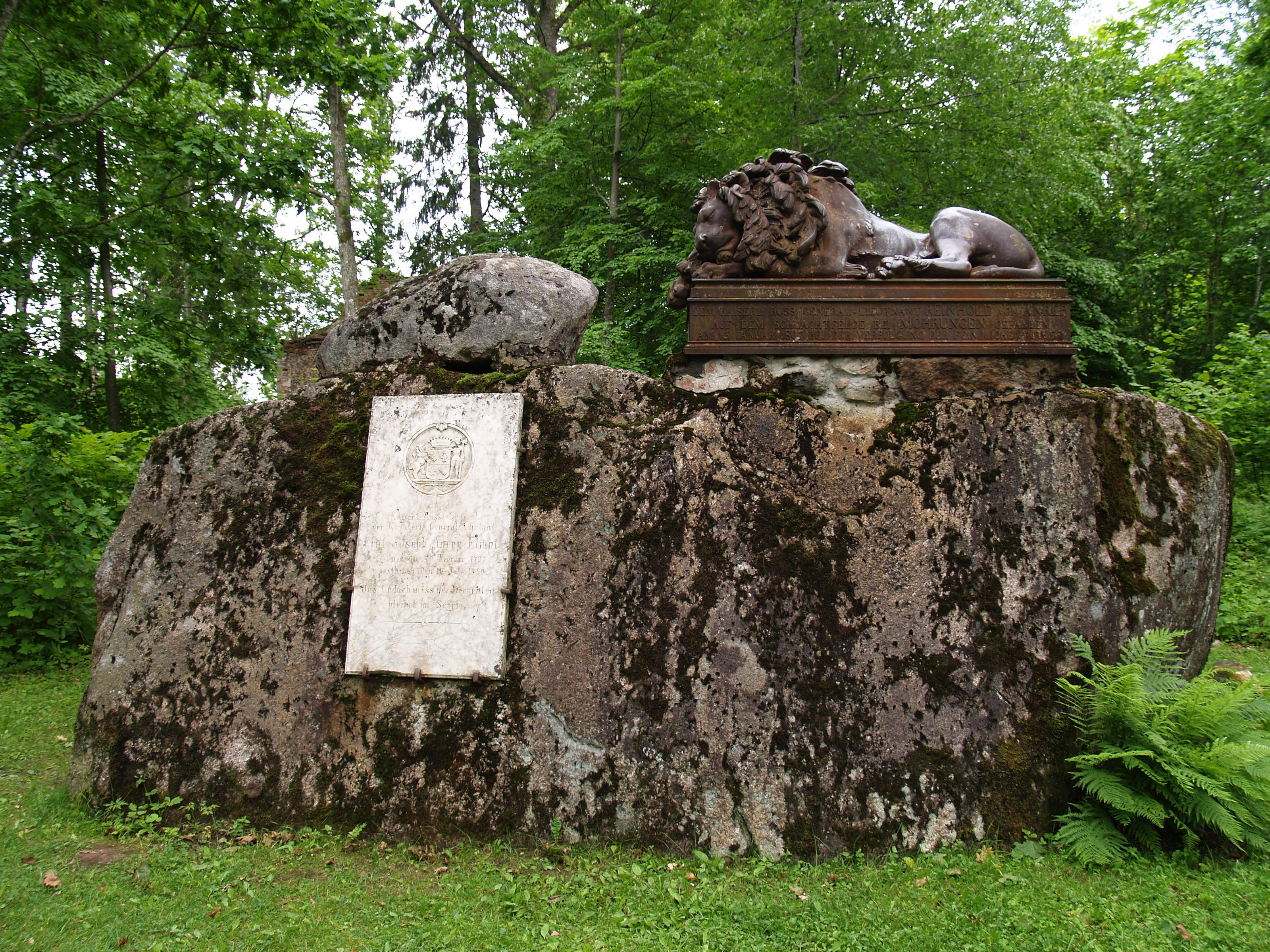
«Отдыхающий лев»

На фамильном склепе в Керстенгофе по указанию Иосифа в 1844 году был установлен памятник в виде отдыхающего льва (скульптор Х. Д. Раух).
На месте гибели Р. К. Анрепа в 1852 году установлен обелиск (инициатор и автор текста — сын Иосиф, строитель — Иоганн Петер Лидтке из Plebania Wólka) с надписью на доске:

Dem kaiserlich russischen Generalleutnant Heinrich von Anrep hier gefallen am 15. Januar 1807 bei der Verfolgung der feindlichen Armee.

Генералъ лейтенантъ Романъ Карловичь Анрепъ при преслъдованіи непріиятеля палъ 13го января 1807го года.
Обелиск восстанавливался (реставрировался) в 1906, 1936 (или 1937) и 2003 годах.

## Семья
Жена (с 30.1.1786) — Каролина Карловна (Фредерика Вильгельмина Каролина) (16.1.1757 — 20.4.1824, Дерпт), дочь Фридриха Вильгельма фон Анреп (? — 16.6.1766), приходилась мужу троюродной сестрой; кавалерственная дама (18.4.1809). Их дети:
- Роман (? — 1830) — генерал-майор, который командовал Уланским полком во время русско-турецкой войны 1828—1829 гг.[18];
- Александр(ин)а (1777—1855) — фрейлина;
- Софья (1798 — 21.04.1820)[16], воспитанница Смольного института благородных девиц (1812); со 2 февраля 1814 года замужем за Георгом-Готгардом Стакельбергом (16.4.1786 — 1844)[19]; их дети — Рейнгольд Владимир-Иоанн (29.11.1819 — ?), Мария[20];
- Елизавета, воспитанница Смольного института благородных девиц (1812); замужем за Отто-Рейнгольдом фон Таубе;
- Иосиф (1796—1860) — генерал от кавалерии;
- Мария (Мария-Доротея-Маргарета; 20.5.1797 — 22.12.1839, Мезотен)[16], замужем за И. А. Ливеном;
- Доротея-Иоганна-Каролина (23.04.1798—?), замужем за Фридрихом Иоганном Лёвенвольде[21].